# MacGyver/Staffel 6
Die sechste Staffel der US-amerikanischen Action-Fernsehserie MacGyver umfasst 21 Episoden und wurde in den Vereinigten Staaten 1990/91 erstausgestrahlt, in Deutschland mit Ausnahme der siebten Episode 1991/92.

## Handlung
| Nr. (ges.) | Nr. (St.) | Deutscher Titel                | Originaltitel           | Erstausstrahlung USA | Deutschsprachige Erstausstrahlung (D) | Regie            | Drehbuch                                             |
| --- | --------- | ------------------------------ | ----------------------- | -------------------- | ------------------------------------- | ---------------- | ---------------------------------------------------- |
| 105 | 1         | Gewalt gegen Gewalt            | Tough Boys              | 17. Sep. 1990        | 27. Aug. 1991                         | Mike Vejar       | Art Washington                                       |
| Die jugendliche, autonome Selbsthilfegruppe Tough Boys, von denen einige Mitglieder auch im Challengers Club verkehren, verübt im Stadtviertel Brandanschläge, um damit die Drogendealer zu vertreiben. Beim letzten Anschlag gab es ungeplant einen Toten. Nachdem sie MacGyver mit einer Bombenattrappe von Ermittlungen abzuhalten versucht haben, entdeckt MacGyver mit der Hilfe des im Challengers Club tätigen Ex-Marine Hubbard, dass MacGyvers Freund, der Polizist Manny, die Tough Boys instruiert. MacGyver und Hubbard können nicht vollständig verhindern, dass es unter den Tough Boys, als diese in eine Falle der Dealer tappen, Tote gibt. Jedoch können sie anschließend Manny von rachebedingter Selbstjustiz an einem Dealer abhalten. |           |                                |                         |                      |                                       |                  |                                                      |
| 106 | 2         | Ein Akt der Menschlichkeit     | Humanity                | 24. Sep. 1990        | 3. Sep. 1991                          | William Gereghty | Lincoln Kibbee                                       |
| MacGyver soll zusammen mit Thornton in Bukarest die Archive des hingerichteten Nicolae Ceaușescu durchforsten. Bevor es soweit kommt, schlägt jedoch eine noch dem Diktator treue ehemalige Sondereinheit zu. MacGyver wird zur Geisel von Victor, einem Mitglied dieser Kampfgruppe. Victor ist völlig indoktriniert und seinem Major absolut ergeben. MacGyver rettet Victor das Leben, als dieser von einer Schlange gebissen wird, was Victor überhaupt nicht versteht, da MacGyver ja sein Feind ist. In der Folge kann MacGyver langsam die Gefühle von Victor wieder wecken und sie werden langsam zu Freunden. Am Ende opfert sich Victor für seinen neuen Freund. |           |                                |                         |                      |                                       |                  |                                                      |
| 107 | 3         | Eine Waffe mit Vergangenheit   | The Gun                 | 1. Okt. 1990         | 10. Sep. 1991                         | William Gereghty | Robert Sherman                                       |
| Ein Junge vertickt eine Waffe, mit der vor Jahren ein Präsidentschaftskandidat erschossen worden war, an einen Dealer, um seine Drogensucht zu bezahlen. Wegen ihrer Vergangenheit ist auch ein Waffenhändler hinter diesem Revolver her, er beauftragt mit der Beschaffung einen Sportwaffenhersteller. MacGyver kommt zwischen die Fronten und wird in einen Schiffscontainer mit Waffen gesperrt, wohl um dann auf See „entsorgt“ zu werden. MacGyver manipuliert den Container, so dass beim Verladen die Türe aufbricht und sich die ganze Waffenladung auf den Waffenhändler und den Hersteller ergießt. Die Episode endet mit der Ankündigung, dass fortan keine Waffen, die in einem Verbrechen verwendet wurden, wieder versteigert werden. |           |                                |                         |                      |                                       |                  |                                                      |
| 108 | 4         | Falsche Freunde                | Twenty Questions        | 8. Okt. 1990         | 17. Sep. 1991                         | Michael Caffey   | Rick Mittleman                                       |
| Die Schülerin Lisa wird beschuldigt, an mehreren Einbrüchen beteiligt gewesen zu sein. Tatsächlich war sie von ihren älteren Freunden mit Alkohol abgefüllt worden und ist dann in dem Haus des Einbruchs eingeschlafen. Lisa leugnet ihr Alkoholproblem zunächst vehement. Als MacGyver ihre Eltern auf Lisas mögliches Problem anspricht, zeigen diese keinerlei Verständnis. Lisa wird von ihren falschen Freunden daraufhin überredet, erneut die Schule zu schwänzen und stattdessen an den Strand zu fahren, wo sie sich erneut dem Alkohol hingibt. Die Freunde versuchen ihr dann in dem Haus, das sie gerade ausrauben, den Einbruch anzuhängen. MacGyver findet sie gerade noch rechtzeitig, um sie zu retten und den verantwortlichen Einbrecher zu überwältigen. |           |                                |                         |                      |                                       |                  |                                                      |
| 109 | 5         | Die Mauer                      | The Wall                | 22. Okt. 1990        | 24. Sep. 1991                         | Michael Preece   | Rick Drew                                            |
| Die Episode spielt nach dem Fall der Berliner Mauer. MacGyver wird beauftragt, die junge Dame Maria aus Ost-Berlin nach Amerika zu holen, weil ihr Großvater Otto Romburg sie endlich wieder sehen möchte. Jahre zuvor, als die Mauer noch stand, hatte dieser die Flucht überlebt, während Maria festgenommen und in ein Waisenhaus gesteckt worden war. Ihr Vater wurde beim Fluchtversuch erschossen. Es interessieren sich auch einige ehemalige Stasi-Agenten für Otto, denn dieser hat für die Stasi Gold versteckt, das sie wiederhaben möchten. MacGyver gerät zwischen die Fronten. Er überwältigt die Agenten mit Utensilien aus Ottos Spielzeuggeschäft. |           |                                |                         |                      |                                       |                  |                                                      |
| 110 | 6         | Die Lehre des Bösen            | Lesson in Evil          | 29. Okt. 1990        | 22. Dez. 1992                         | William Gereghty | John Sheppard                                        |
| MacGyver sagt in einem Gerichtsprozess, in dem der psychopathische Killer Dr. Zito seine Freilassung erwirken will, als Zeuge aus. Weil Zito keinen Erfolg hat, verspricht er MacGyver, ihm eine Lektion in Boshaftigkeit zu erteilen, ehe er aus seiner Haft entkommt. Er hält MacGyver und die Polizei mit einer Reihe von verwirrenden und gefährlichen Rätseln auf Trab. Zwischenzeitlich wird auch Thornton entführt und gefesselt. Diese Entführung dient Zito dazu, Lt. Murphy, die ihn damals verhaftet hatte, in eine tödliche Falle zu locken; jedoch überlebt sie. Im Showdown in einem ehemaligen Krankenhaus für Geisteskranke kann MacGyver schließlich Zito überwältigen und seine Rechtsanwältin Dr. Skinner vor ihrer Ermordung bewahren. |           |                                |                         |                      |                                       |                  |                                                      |
| 111 | 7         | —                              | Harry’s Will            | 5. Nov. 1990         | —                                     | William Gereghty | Lincoln Kibbee                                       |
| MacGyver erbt bei der Testamentseröffnung seines Großvaters Harry einen blauen 1957er Chevrolet Nomad, den er auch in den folgenden Episoden fährt. Einige zwielichtige Gestalten sind jedoch hinter dem Auto her, weil darin das Versteck eines vor Jahren bei einem Juwelier entwendeten Schmuckstücks stecken soll. Nach einer Schnitzeljagd findet MacGyver das Stück unter dem Anspielpunkt auf dem Eisfeld der Eishockey-Arena, in der MacGyver als Kind Eishockey spielte. Auf dem Eisfeld kann MacGyver die Ganoven davon abhalten, das Schmuckstück an sich zu nehmen, darunter auch den Inhaber des Juweliergeschäftes, der geistesgestört ist, Kraftausdrücke verwendet und sich mit Worten dazu bewegen lässt, seine Pistole abzugeben, die MacGyver anschließend für einige Sekunden – ähnlich einer Drohung mit einer Waffe – in seiner Hand hält. |           |                                |                         |                      |                                       |                  |                                                      |
| 112 | 8         | MacGyvers Traumfrauen          | MacGyver’s Women        | 12. Nov. 1990        | 22. Okt. 1992                         | Michael Preece   | Lincoln Kibbee & Stephen Kandel                      |
| MacGyvers Freundin Maria möchte, dass MacGyver mit ihr endlich eine feste Beziehung eingeht. Doch als er sich entscheidet, darüber reden zu wollen, tauchen noch zwei andere seiner Freundinnen auf und vermasseln die Romantik. Das ist ihm zu viel und er legt sich schlafen. Er träumt von sich im Wilden Westen. Mehrere Frauen, die den realen Frauen der Gegenwart stark ähneln, werden in der Wildweststadt Serenity von Gangstern schlecht behandelt und sollen verkauft werden. Es kommt zu mehreren typischen Wildwest-Szenen, mit Schießereien, Pokerspielen, wilden Galopps und Gaunern, die sich gegenseitig töten. MacGyver, der auch im Wilden Westen keine Waffe trägt, muss seinen Hals mehrmals aus der Schlinge ziehen – einmal gar wörtlich. |           |                                |                         |                      |                                       |                  |                                                      |
| 113 | 9         | Im Wein liegt die Wahrheit     | Bitter Harvest          | 19. Nov. 1990        | 8. Okt. 1991                          | Mike Vejar       | Michael Kane                                         |
| MacGyver gerät infolge eines Pkw-Defekts in eine Demonstration von Weinbergarbeitern, die darum kämpfen, Arbeitsverträge zu erhalten, und die den Winzereichef beschuldigen, illegale Pestizide einzusetzen, die ihre Gesundheit gefährden. Tony Garcia, ein Anführer des Protestes, verschwindet und wurde wahrscheinlich ermordet. Die Polizei kann aus Mangel an Beweisen nichts unternehmen. MacGyver und ein Verwandter von Tony suchen nach Tony und finden heraus, dass der Sohn des Winzereichefs illegal Wachstumsbeschleuniger versprüht. Sie entkommen einem Silo, das ihrer Ermordung dient. Schließlich können sie erreichen, dass die Schuldigen verhaftet werden. |           |                                |                         |                      |                                       |                  |                                                      |
| 114 | 10        | Besuch vom anderen Stern       | The Visitor             | 3. Dez. 1990         | 27. Okt. 1992                         | William Gereghty | Brad Radnitz                                         |
| Mit liegengebliebenem Auto wird MacGyver Zeuge eines Lichtspekakels, hinter dem ein Ufo vermutet wird. Einer armen, gottesgläubigen Familie wird von einem Pärchen im Austausch gegen ihr ganzes Vermögen eine Reise auf einen Planeten angeboten, auf dem es weder Armut noch Krankheit geben soll. MacGyver entlarvt das Pärchen als Betrüger, kann aber die Familie nicht davon überzeugen, obwohl er inzwischen sogar weiß, wie die Lichterscheinung erzeugt wird. Nach dem Showdown, bei dem MacGyver bei der Überwältigung der Betrüger geheimnisvolle Hilfe von einem Handelsvertreter erhält, zeigt sich am Himmel eine neue, UFO-ähnliche Lichterscheinung. |           |                                |                         |                      |                                       |                  |                                                      |
| 115 | 11        | Ein schöner Treffer            | Squeeze Play            | 17. Dez. 1990        | 2. Nov. 1992                          | Michael Preece   | Art Washington                                       |
| Eine Gruppe Gauner lässt wertvolle Baseball-Sammelkarten stehlen, um sie zu vervielfältigen und mit ihnen Profit zu machen. Nachdem auch Mama Colton eine Sammlung gestohlen wurde, ermittelt MacGyver die Schuldigen. Dabei hilft ihm Wendy Riley, die Tochter des bekannten Baseballspielers Novis Riley, von dem die Gangster wegen seiner Spielschulden auch eine Kartensammlung erpressen. Nachdem Wendy von den Gangstern gekidnappt wurde, um Novis zu erpressen, kann MacGyver die Rileys befreien und die Flucht der Gangster vereiteln. Die Episode endet standesgemäß mit einem von Novis perfekt geschlagenen Ball, der den Haupttäter stoppt. |           |                                |                         |                      |                                       |                  |                                                      |
| 116 | 12        | Heiße Liebe                    | Jerico Games            | 7. Jan. 1991         | 3. Nov. 1992                          | William Gereghty | Robert Sherman                                       |
| MacGyver vertritt die Phoenix Foundation organisatorisch bei einem internationalen Eishockeyturnier. Ellen, die Frau des Turnier-Leiters Ralph Jerico und zugleich ehemalige Highschool-Freundin MacGyvers, beginnt eine Liebesaffäre mit MacGyver, ohne dass dieser von ihrer Ehe weiß. Ein von Ellen insgeheim beauftragter Killer ermordet kurz darauf in MacGyvers Gestalt Ralph Jerico und wird dabei von dem russischen Eishockeyspieler Nicolai erkannt. MacGyver und Nicolai fliehen separat, tappen aber in die Falle von Ellen und dem Auftragskiller, die sie beide in einem Heizofen ermorden wollen. Ellens Motivation ist es, an MacGyver Vergeltung für ihre gescheiterten Liebesbeziehungen auszuüben. MacGyver vereitelt, dass er und Nicolai sterben, und überwältigt danach Ellen und den Killer. |           |                                |                         |                      |                                       |                  |                                                      |
| 117 | 13        | Das tote Land                  | The Wasteland           | 21. Jan. 1991        | 4. Nov. 1992                          | Michael Caffey   | Robert Hamner, Idee: Grant Rosenberg & Robert Hamner |
| Großinvestor Andrew Bartlett plant den Bau einer Kleinstadt trotz großer Bedenken der Phoenix Foundation, deren Umweltgutachten – im Gegensatz zu Bartletts Gutachten – von dem Bau abrät. Er beauftragt seine als Nachfolger der Firmenleitung vorgesehenen Kinder Scott und Laura, MacGyver als Phoenix-Vertreter loszuwerden. Scott will aber auch Andrew loswerden, um schon eher Firmenchef zu werden, und nutzt dazu eine Bombe an MacGyvers Auto, die während einer Fahrt MacGyvers und Andrews durch das Wasteland explodiert, wobei Andrew schwer verletzt wird. MacGyver kann Andrew mit dem Wasteland, das durch ein ähnliches Stadtentwicklungsprogramm biologisch tot ist, die Folgen von dessen Plan veranschaulichen. Scott und Laura folgen zum Unglücksort, um zu prüfen, ob sie tot sind. MacGyver rettet Andrew mit einem selbstgebauten Propellerflugzeug vor der Erschießung durch Scott, nachdem dieser in einem Streit Laura erschossen hat. Schließlich sagt Andrew zu, für die Stadt ein anderes Gelände zu suchen. |           |                                |                         |                      |                                       |                  |                                                      |
| 118 | 14        | Das Auge des Osiris            | Eye of Osiris           | 4. Feb. 1991         | 5. Nov. 1992                          | Mike Vejar       | John Sheppard                                        |
| MacGyver unterstützt in einem türkischen Gebirge die Suche des Archäologen Prof. Axford und dessen Tochter Beth Webb nach dem Grab Alexanders des Großen, wo auch das sog. Auge des Osiris vermutet wird. Beth wird von dem Kriminellen von Leer insgeheim erpresst und gibt deshalb Informationen über die Suche an ihn weiter. Durch Kombination verschiedener Forschungs- und Suchergebnisse lokalisiert MacGyver den Ort des Grabes. Dort werden er, Webb, Axford und von Leer in der Grabanlage eingeschlossen. Sie entdecken bei dem Grab das Auge des Osiris, der ein Riesensaphir ist und ihnen – mit Ausnahme des zu gierigen von Leer – einen Ausweg aus der Grabanlage ermöglicht. |           |                                |                         |                      |                                       |                  |                                                      |
| 119 | 15        | Schöne Freunde                 | High Control            | 11. Feb. 1991        | 9. Nov. 1992                          | Michael Caffey   | Lincoln Kibbee                                       |
| MacGyver hilft dem Ex-Biker Earl Dent, der eben aus dem Knast entlassen wurde, beim Einhalten der Bewährungsauflagen. Dents alte Biker-Freunde hängen ihm einen Raubüberfall auf seine neue Arbeitsstelle an und erpressen ihn so, ihnen beim Ausheben eines Drogenlagers zu helfen, dessen Lage nur Dent kennt. MacGyver begibt sich undercover als Biker in die Biker-Gruppe, um Dent zurückzuholen. Vor dem Abtransport der Drogen und des Geldes aus dem Lager werden aber MacGyver und Dent durch dessen Bewährungshelferin Montana enttarnt und mit ihr eingesperrt. MacGyver befreit sich und die beiden und überwältigt den fliehenden Gruppenchef. |           |                                |                         |                      |                                       |                  |                                                      |
| 120 | 16        | Der stumme Zeuge               | There but for the Grace | 18. Feb. 1991        | 10. Nov. 1992                         | William Gereghty | John Considine                                       |
| MacGyvers Freund, der sich für Obdachlose einsetzende Pfarrer Jim, wird bei einem Raubüberfall so schwer verletzt, dass er kurz darauf stirbt, jedoch nicht ohne MacGyver vorher einen Tipp zu geben, der ihn zu einem Augenzeugen des Überfalls führt. MacGyver ermittelt undercover im Obdachlosenmilieu, dass der Obdachlose Danny, der nicht mehr spricht, den Überfall beobachtet hat. Mit dem Obdachlosen Doc ermittelt er, dass Jim kurz davor stand, die Schuld des Geschäftsmannes Sandler aufzudecken, der nacheinander Obdachlosenheime zwecks eigenem Profit in den Ruin treibt. MacGyver verhindert schließlich, dass er und Danny durch Sandler ermordet werden. |           |                                |                         |                      |                                       |                  |                                                      |
| 121 | 17        | Blindes Vertrauen              | Blind Faith             | 4. März 1991         | 11. Nov. 1992                         | Michael Caffey   | John Considine                                       |
| In einem lateinamerikanischen Land kandidiert Petes frühere Ehefrau Samantha Lora für die Präsidentschaft. Ihre politischen Gegner wollen verhindern, dass die Phoenix Foundation ein Video mit Gräueltaten publiziert, die an den Zivilisten des Landes begangen wurden. Dazu verhindern sie die Weitergabe des Videos, indem sie den Kurier ermorden. Nachdem Samantha in den USA und bei Pete eingetroffen ist, lässt sich MacGyver vom Ersatzkurier das Video geben, ehe dieser von den politischen Gegnern erschossen wird. Diese werden durch den US-Polizeikommissar Stams unterstützt und entführen MacGyver, Pete und Samantha. Die drei können ihre Ermordung vereiteln und Stams und dessen Komplizen dingfest machen. Zuvor hatte Pete MacGyver mitgeteilt, dass seine Sehfähigkeit wegen eines Glaukoms stark beeinträchtigt ist. |           |                                |                         |                      |                                       |                  |                                                      |
| 122 | 18        | Die Lacey-Sisters              | Faith, Hope & Charity   | 18. März 1991        | 16. Nov. 1992                         | William Gereghty | Brad Radnitz                                         |
| Im Wald unterwegs, tappt MacGyver mit einem Bein in eine Bärenfalle. Die betagten Lacey-Schwestern pflegen ihn in ihrer Frühstückspension gesund. Währenddessen bemerkt MacGyver vom Fenster aus den Pensionsstammgast Leo Burns, der von Mafiamitgliedern gefoltert und versehentlich ermordet wurde, nachdem er ihnen die von ihm unterschlagene Million Dollar nicht gegeben hat. Da Leo das Geld versteckt hatte und die Gangster es nicht finden können, beanspruchen sie es von den Schwestern. Diese verbarrikadieren sich mit MacGyver vor den Gangstern in der Pension. Nachdem der letzte verbliebene Gangster das Gebäude mit seinem Auto gerammt hat, eingedrungen ist und von den Drei überwältigt wurde, findet sich zufällig das Geld. |           |                                |                         |                      |                                       |                  |                                                      |
| 123 | 19        | Geschäft ist Geschäft          | Strictly Business       | 8. Apr. 1991         | 17. Nov. 1992                         | Mike Vejar       | John Sheppard                                        |
| Um Geld zu verdienen, möchte Murdoc wieder für HIT arbeiten. Deshalb nimmt er von HIT den Auftrag an, endlich MacGyver zu töten. Dieser verliert bei der Explosion, die Murdoc mit einer Panzerfaust verursacht, vorübergehend sein Gedächtnis und findet Zuflucht in einem abgelegenen Ferienresort, in dem gerade nur eine Mutter und ihre Tochter wohnen. Murdoc durchtrennt die Telefonleitungen, sodass kein Notruf möglich ist, und nimmt die Mutter als Geisel, um MacGyver zu sich in ein stillgelegtes Bergwerk zu locken. Dort gelingt es MacGyver, das von Murdoc als tödliche Falle gestellte Hindernis zu überwinden und die Mutter vor dem Tod zu retten. Murdoc stürzt einen Aufzugsschacht hinunter, ohne dass er danach von der Polizei gefunden wird. |           |                                |                         |                      |                                       |                  |                                                      |
| 124 | 20        | Der schwarze Strom             | Trail of Tears          | 26. Apr. 1991        | 12. Nov. 1992                         | Michael Preece   | Lincoln Kibbee                                       |
| Das Elektrizitätsunternehmen NPE will eine Stromtrasse nahe einem Indianergebiet bauen. Der von der Phoenix Foundation unterstützte Indianer-Rechtsanwalt Whitecloud prozessiert juristisch gegen NPE, weil er das Gebiet gefährdet sieht; jedoch verliert er den Prozess. Damit gibt er sich nicht zufrieden. Um ihn von weiteren Ermittlungen abzuhalten, hängen ihm einige Handlanger der NPE-Firmenleitung einen Mord an, wobei MacGyver angeschossen wird. MacGyver hat wie zuvor schon Whitecloud eine Vision von dem Indianer Standing Wolf, ausgelöst durch die er zur Erkenntnis gelangt, dass das dem Gerichtsprozess zugrundeliegende Kartenmaterial gefälscht ist und die Stromtrasse somit nicht wie geplant gebaut werden dürfte. Mit dieser Erkenntnis gelingt es MacGyver, Whitecloud davon abzuhalten, ein NPE-Kraftwerk zu sprengen. |           |                                |                         |                      |                                       |                  |                                                      |
| 125 | 21        | Lektion in Sachen Freundschaft | Hind-Sight              | 6. Mai 1991          | 23. Nov. 1992                         | Michael Preece   | Rick Mittleman                                       |
| Pete ist im Krankenhaus und erwartet seine Augenoperation wegen des Grünen Stars. Er hat MacGyver nicht darüber informiert, weil es ihm unangenehm ist. MacGyver und später auch Petes Ex-Frau finden es aber heraus und besuchen Pete. Dabei erinnern sich Pete und MacGyver an vergangene Abenteuer. |           |                                |                         |                      |                                       |                  |                                                      |